# 克拉斯诺达尔边疆区
克拉斯諾達爾邊疆區（羅馬化：Krasnodarskiy kray）是俄羅斯聯邦主體之一，屬南部聯邦管區。位於前高加索西部、大高加索北麓，亞速海—黑海東岸，與克里米亞隔刻赤海峽相望。南面與阿布哈茲接壤。面積76,000平方公里，人口5,337,700（2013年）。首府克拉斯諾達爾。其他主要城市有索契和新羅西斯克。

## 地理位置
克拉斯諾達爾邊疆區總覆蓋面積為76,000平方公里，是俄羅斯最南端的邊疆區。位於前高加索地區西南部，北緯45度的地方。邊疆區北鄰羅斯托夫州，東鄰斯塔夫羅波爾邊疆區，東南毗鄰卡拉恰伊-切爾克斯共和國，南鄰阿迪格共和國，在克拉斯諾達爾邊疆區內有與阿迪格共和國的內部界線。西北邊和西南邊領土靠近亞速海和黑海。邊境總長1540公里，包括800公里的土地及740公里的海岸線。邊境從北到南為327公里，從西到東360公里。

### 地形與氣候
邊疆區內分為兩個截然不同的部分：北部的平原和南部的山區。平原區-庫班低地，佔據三分之二的領土，是經濟最發達的地方。南部由西高加索地區範圍組成，有山麓及狹長的黑海沿岸與其相鄰。位於溫帶及亞熱帶邊界，平原及山區交界處，該區擁有多樣性的氣候環境。大部份屬於溫帶大陸性氣候，而黑海沿岸則屬於亞熱帶。平原地區一月平均氣溫為零下3-5度，七月-22-24度。年降雨量：塔曼半島為350毫米，庫班右岸為500毫米至2500毫米，在南高加索西坡降雨量則高於2500毫米。降雨分佈不均，日夜溫差大再加上熱風和乾旱的影響，需要特別注意農作物的種植，增加林業防護、儲存蓄水量等防止天災破壞的措施。該地區有500多條河流，主要水源動脈為庫班河—北高加索地區最主要的河流之一。為了調節流量及擴大水稻系統也建立了克留科夫斯科耶（Крюковское）、瓦爾納維諾（Варнавинское）以及克拉斯諾達爾（Краснодарское）水庫，其中克拉斯諾達爾水庫為俄羅斯南部最大的水庫。境內還有許多小湖泊，在塔曼半島和亞速海沿岸有湖泊——三角灣。

### 土壤
该区擁有豐富的農業用地資源，包括面積480萬5千公頃的黑土（佔全俄羅斯超過4%，約佔世界儲量的2%）。幾乎所有的庫班低地都座落在草原帶，大部份土地為淋溶黑鈣土。塔曼半島部分則多為沼澤土。克拉斯諾達爾邊疆區的總面積為75,000,000公頃，其中可耕地面積為39,000,000公頃，這是該地區最主要的耕種資金來源，有相當高的生產力。庫班左岸的狹長地帶---庫班低地平原及山麓地區適合園藝及黃色煙草種植。

## 歷史
克拉斯諾達爾最早是由哥薩克人修建的堡壘，用以保衛俄羅斯帝國與奧斯曼帝國爭議的切爾凱西亞地區。在19世紀的前半葉，克拉斯諾達爾逐漸成為庫班哥薩克人的中心。到1888年，人口已達45,000人並成為南俄羅斯最為重要的貿易中心。1897年，為紀念庫班哥薩克人定居200年，在克拉斯諾達爾修建了一座方尖石塔。在俄罗斯內戰期間，克拉斯諾達爾在蘇聯紅軍與俄羅斯志願軍之間幾易其手，庫班哥薩克人則效忠於反布爾什維克的白軍。在苏德战争期間，克拉斯諾達爾於1942年8月12日至1943年2月12日被納粹德國佔領。戰爭中，城市受到了持續地嚴重破壞，不過戰後都得以重建。
1937年9月13日亞速海－黑海邊疆區的中央執行委員會將其分為以克拉斯諾達爾市為中心的克拉斯諾達爾邊疆區，以及以羅斯托夫市為中心的頓河畔的羅斯托夫。

## 行政區劃
克拉斯諾達爾邊疆區成立於1937年9月13日，當時亞速海－黑海邊疆區的中央執行委員會將其分為以克拉斯諾達爾市為中心的克拉斯諾達爾邊疆區，以及以頓河畔的羅斯托夫市為中心的羅斯托夫州。行政單位數量有38個行政區、15個州屬市、11個區屬市、7個市內區、24個城鎮、362個行政農莊。邊疆區的中心是克拉斯諾達爾市，該市建於1793年，由莫斯科到克拉斯諾達爾市的距離為1539公里。克拉斯諾達爾市市內有5個區，分別為列寧區、十月區、五一區、布利庫班區和蘇維埃區。主要城市有：克拉斯諾達爾市、索契市、新羅西斯克、阿爾馬維爾市。
其他城市有：
- 葉伊斯克市
- 季霍列茨克市
- 季馬紹夫斯克市
- 克魯泡特金市
- 庫班河畔斯拉維揚斯克市
- 阿爾馬維爾市
- 克雷姆斯克市
- 阿納帕市
- 新羅西斯克市
- 別洛列琴斯克市
- 拉賓斯克市
- 圖阿普謝市
- 索契市

## 人口
克拉斯諾達爾邊疆區截至2013年3月1日的人口為5,337,700人，2013年年初增加了75,000人，漲幅約0.1%。人口數量的增加是由於淨移民人數達8158人（移民率與前一年同期相比上升8.2%），人口自然增長數為617 人（比去年同期少了2.7倍）。約53%（2013年）城市人口及47%（2013年）農村人口。平均人口密度為70,61人/平方公里（2013年）。都市化水平低於全國平均值（74.03%）。

### 民族構成
大多為俄羅斯人，特別是在邊疆區的西部和北部大部份講烏克蘭語，因此日常對話中許多烏克蘭語的詞彙。該區的亞美尼亞人大多居住在南部，尤其是在索契，阿爾馬維爾，新羅西斯克，阿納帕，圖阿普謝和克拉斯諾達爾。希臘人、德意志人和土耳其人的人數在1930-1940時期的鎮壓強制遷移後減少許多。阿迪格人現在人數並不多，是該區南部的原住民。
根據2010年人口普查的克拉斯諾達爾邊疆區之民族構成：
| 民族       | 人口數（單位千人）及比例（2010年） |
| 俄羅斯人   | 4522.9（88.3%）                    |
| 亞美尼亞人 | 281.7（5.5%）                      |
| 烏克蘭人   | 83.7（1.6%）                       |
| 韃靼人     | 24.8（0.5%）                       |
| 希臘人     | 22.6（0.4%）                       |
| 喬治亞人   | 17.8（0.3%）                       |
| 白俄羅斯人 | 16.9（0.3%）                       |
| 阿迪格人   | 13.8（0.3%）                       |
| 吉普賽人   | 12.9（0.3%）                       |
| 德意志人   | 12.2（0.2%）                       |
| 阿塞拜疆人 | 10.2（0.2%）                       |
| 土耳其人   | 8.5（0.2%）                        |
| 哥薩克人   | 5.3（0.1%）                        |

### 宗教
根據2012年的官方調查，克拉斯諾達爾邊疆區有52%的人口為俄羅斯東正教，無特定派系的基督徒佔3%，其他東正教佔1%，穆斯林教徒佔1%。此外，有22%的人認為自己是自然崇拜而非宗教，13%是無神論者，7.8%為其他宗教或是未表達意見。另外，克拉斯諾達爾邊疆區正式註冊有700多個宗教組織，在各個不同的宗教當中仍以最正統的基督教為主。第二大宗是一個新教的組織，在該區約有200多個設點。在克拉斯諾達爾邊疆區有13個亞美尼亞使徒教會教區，11個在羅馬天主教教區，12個穆斯林宗教組織，以及一些其他宗教組織。
克拉斯諾達爾邊疆區的宗教信仰（2012年）

## 經濟
因應索契2014年冬季奧林匹克運動會，預期將有可觀的資金流入投資克拉斯諾達爾黑海沿岸地區的基礎建設。在工業結構上該區的國內生產毛額可分為運輸（16.2%），佔全國的8.2%；以及農業（16%），佔全國的7.8%。克拉斯諾達爾邊疆區的生產主力為工業，建築，燃料和能源，通訊技術領域，以及農業，交通，休閒和觀光旅遊產業。其中交通，休閒和觀光旅遊產業為俄羅斯經濟發展的幾個主要產業之一，使得該區在全國經濟中佔有特殊地位。

### 農業
克拉斯诺达尔边疆区北部主要是粮食、向日葵种植区，也有蔬菜种植、肉奶畜牧业、家畜家禽养殖业；南部是畜牧区（长角家畜、绵羊），还有粮食、土豆种植；另外几个黑海沿岸区主要从事茶叶生产、柑桔栽培、园艺发展和烟叶种植。在边疆区内还种植大米、玉米、蓖麻、大麻、香精油作物。 
边疆区的农业产量在俄联邦占首位。其粮食产量占俄联邦粮食产量的7%（在库班谷地的灌溉土地上，有着最大的稻米种植区）；粮食产量（收成最佳的年代每公顷42公担）超过了俄联邦产粮平均水平的1.5倍。該區農工業綜合體的迅速發展能夠保障國家糧食安全，並擁有豐富的農業用地資源，包括面積480萬5千公頃的黑土（佔全俄羅斯超過4%，約佔世界儲量的2%）。
該區是所有俄羅斯聯邦主體中生產水果和漿果排名第一；生產向日葵籽和蜂蜜排名第二的地區。在甜菜产量方面也居俄联邦首位，占俄联邦总产量的16%；葵花子占15%；蔬菜占10%。索契区是俄罗斯惟一的产茶区（“克拉斯诺达尔”茶）。
边疆区的大牲畜数量居俄联邦的第4位，而在产乳量方面，仅次于莫斯科州；在养鸡和蛋产量方面排在莫斯科州和列宁格勒州的后面，居于第三位; 牛奶和蔬菜的生產排名第三。

### 工業
克拉斯诺达尔边疆区的工业部门有机械制造及金属加工工业（生产车床、汽车配件、化工设备、各种汽车、农用车），食品工业（蔬菜、瓜果种植、半成品油、牛奶、糖、肉、鱼），轻工业，燃料工业（石油、天然气开采），化学及石油化学工业（矿物化肥生产），微生物工业，建材工业，以及木材加工工业。工業中佔領先地位的是加工產業。而食品工業佔工業生產總值42.8%，其次是電力（13.4%），燃料工業（10.5%），機械工程和金屬加工（9.4%），建築工業（7.9%）。化學及森林工業生產只有佔3-4%，輕工業所佔的份額極少（1.3%）。
克拉斯諾達爾邊疆區的工業基礎設施特色為──幾個主要的工業中心皆屬於高度集中特色產業：克拉斯諾達爾市（擁有該區三分之一上的工業潛力）、阿爾馬維爾和新羅西斯克。克拉斯諾達爾邊疆區及周邊地區中工業生產有38%集中在該地區，固定資產則有47%，人口集中16%在該地區。
主要工业中心有克拉斯诺达尔、新罗西斯克、阿尔马维尔、季霍列茨克、叶伊斯克、克鲁泡特金。克拉斯诺达尔提供的产品占克拉斯诺达尔边疆区全部工业产品的三分之一，那里有各种机器制造企业（生产收割粮食的康拜因、车床、压缩机、天然气装置、电动式和无线电测量仪表、医疗器械），石化工业（合成制品、塑料和橡胶制品），陶瓷工业企业，建材企业，食品企业。新罗西斯克有4个水泥厂，占全俄水泥产量的60%；占高加索经济区水泥产量的60%。阿尔马维尔是电力技术、石油、机器制造、仪器生产中心；图阿普射——最老的石油加工中心；叶伊斯克——生产印刷机等。
边疆区的食品工业有葡萄酿酒、豆油、肉、牛奶、罐头等部门。
大型企业有：新罗西斯克水泥厂、新罗西斯克造船厂、新罗西斯克渔业工厂等。

### 交通運輸
克拉斯诺达尔边疆区的平原部分足以保障本区的各种运输服务。 边疆区境内的铁路总长2150公里，主要干线已实行电气化。硬面公路总长1.1万公里。从克拉斯诺达尔可坐船沿着库班河直达河口。苏联解体后，克拉斯诺达尔的港口——新罗西斯克、图阿谢、叶伊斯克等成为俄罗斯惟一通向亚速海、黑海和地区海区域的出口，年总运量达6700万吨。正在筹备建设拥有700万吨位货运量的捷姆留克市新港。此外，在克拉斯诺达尔、阿尔马维尔、新罗西斯克和索契（阿德列尔）还有大型机场。
克拉斯諾達爾邊疆區的海港可以透過亞速海及黑海直接通往國際外貿航線，超過35%的俄羅斯外貿及港口貨物過境通過此地，俄羅斯有超過三分之一的石油通過該區出口。該區境內通過俄羅斯聯邦最重要鐵路線，是通往國際海港及黑海及亞速海渡假勝地的重要鐵路。該區通過國際石油運輸管線“田吉茲—新羅西斯克”以及“俄羅斯—土耳其”（藍溪）。在航空運輸中，該區有四個機場，其中兩個為國際機場（克拉斯諾達爾、索契）。

### 自然資源
在庫班地底深處富含60餘種礦物質，主要遍布在山麓和山區。有石油、天然氣、泥灰岩、大理石、砂石、礫石、石英砂、鐵和磷灰石礦、岩鹽等。克拉斯諾達爾邊疆區是俄羅斯最古老的產油區。於1864年開始生產石油。亞速海－庫班盆地的地下淡水具有豐富的熱能和礦泉水儲量。在豐富的自然資源中，庫班的森林佔有重要地位，因為他具有龐大的經濟價值，俄羅斯名貴木材品種主要來源地之一。克拉斯諾達爾邊疆區的森林總面積超過180萬公頃。工業中重要的橡樹和山毛櫸所佔總森林面積比例分別為49%和19%。

### 生活水平
克拉斯諾達爾邊疆區居民當年度（2013）所得在第一季增加了12.3%的實質增長。人均所得為一個月18,049盧布。人均所得受到工資、養老金及工資支付即時性的影響。該區平均養老金為每個月9,239盧布，退休金9,487盧布。勞動人口主要收入來源為工資，工會在2013年1-3月的平均工資總額為21,922盧布。這個數字比去年同期上升了12.9%。根據克拉斯諾達爾統計處，截至2013年4月，拖欠工資總額已經達到1億7百萬盧布，與去年同期相比減少了33.7%。

## 社會文化

### 文化與藝術
克拉斯諾達爾邊疆區為俄羅斯的主要文化中心之一。該區致力於發展多元化的社會網絡，基礎建設如：圖書館、文化及娛樂設施、公園、博物館、劇院、音樂廳、電影院及各類教育機構。一年當中有超過400多個節日、節慶活動和論壇。例如紀念庫班文化的“庫班日”、“庫班音樂的春天”、“歌頌俄羅斯日”等，還有許多紀念斯拉夫文化的節日。著名的樂團如：庫班哥薩克合唱團及克拉斯諾達爾愛樂樂團。2013年5月國際博物館日，庫班博物館也舉行了『庫班博物館節』及『博物館之夜』的活動，每年都吸引六萬多名居民和遊客參觀。值得驕傲的是，索契市舉過行2014年冬季奧林匹克運動會，因此在這期間正大量投入準備工作中將其中許多具有特色的庫班文化都將融入其中。

### 教育
克拉斯諾達爾邊疆區的教育領域中較特殊的是，科學和文化是該區高等教育主要的領域。該區擁有主要的科學及教育機構，培養所有知識領域的專業人才。全區有11所高等教育機構。有古典文學學系、農業工程學系、工業工程學系、醫學院、文化和藝術大學、體育大學、運動與休閒大學、阿爾馬維爾國立師範大學，海軍大學、索契旅遊與觀光大學。此外，在庫班也有許多俄羅斯優秀大學的分校，例如：俄羅斯經濟貿易大學（位於克拉斯諾達爾市）、俄羅斯人民友誼大學（位於索契市）以及俄羅斯國立社會大學等。

## 科學
克拉斯諾達爾邊疆區的科學教育基礎來自國立大學及專門研究機構。科學家們致力於動物行為學、醫學、化學、物理、數學、社會科學及人文科學領域的基礎研究和應用研究。
該區的主要研究領域有：生活應用技術、通訊技術、光學及光電技術、環境監測及環境管理技術、能源及再生能源技術、疾病的預防與治療、農產品加工製造技術、現代地球動力學及地震檢測等等。該區有超過130個各領域的國立專門研究機構。